# Prix Jacques-Balsan
 (mars 2025).
La mise en forme du texte ne suit pas les recommandations de Wikipédia : il faut le « wikifier ».
Les points d'amélioration suivants sont les cas les plus fréquents :
- Les titres sont pré-formatés par le logiciel. Ils ne sont ni en capitales, ni en gras.
- Le texte ne doit pas être écrit en capitales (les noms de famille non plus), ni en gras, ni en italique, ni en « petit »…
- Le gras n'est utilisé que pour surligner le titre de l'article dans l'introduction, une seule fois.
- L'italique est rarement utilisé : mots en langue étrangère, titres d'œuvres, noms de bateaux, etc.
- Les citations ne sont pas en italique mais en corps de texte normal. Elles sont entourées par des guillemets français : « et ».
- Les listes à puces sont à éviter, des paragraphes rédigés étant largement préférés. Les tableaux sont à réserver à la présentation de données structurées (résultats, etc.).
- Les appels de note de bas de page (petits chiffres en exposant, introduits par l'outil «  Source ») sont à placer entre la fin de phrase et le point final[comme ça].
- Les liens internes (vers d'autres articles de Wikipédia) sont à choisir avec parcimonie. Créez des liens vers des articles approfondissant le sujet. Les termes génériques sans rapport avec le sujet sont à éviter, ainsi que les répétitions de liens vers un même terme.
- Les liens externes sont à placer uniquement dans une section « Liens externes », à la fin de l'article. Ces liens sont à choisir avec parcimonie suivant les règles définies. Si un lien sert de source à l'article, son insertion dans le texte est à faire par les notes de bas de page.
- La présentation des références doit suivre les conventions bibliographiques. Il est recommandé d'utiliser les modèles {{Ouvrage}}, {{Chapitre}}, {{Article}}, {{Lien web}} et/ou {{Bibliographie}}. Le mode d'édition visuel peut mettre en forme automatiquement les références.
- Insérer une infobox (cadre d'informations à droite) n'est pas obligatoire pour parachever la mise en page.

Pour une aide détaillée, merci de consulter Aide:Wikification.
Si vous pensez que ces points ont été résolus, vous pouvez retirer ce bandeau et améliorer la mise en forme d'un autre article.
 (mars 2025).
Le prix Jacques-Balsan est une distinction décernée par l’Aéro-Club de France destinée à récompenser l’excellence en photographie aéronautique. Institué en hommage à Jacques Balsan, figure emblématique de l’aviation française, ce prix vise à promouvoir l’art de la photographie dans le domaine aéronautique.

## Historique
Créé en 1905 par Jacques Balsan, alors vice-président de l'Aéro-Club de France, le prix de la photographie aéronautique de l’Aéro-Club de France s’est éteint avec la Seconde Guerre mondiale.
Ressuscité en 2021, et présidé jusqu'en 2024 par son second président, Olivier Lavielle (artiste photographe), le tout sous la supervision de Philippe Lacroute, alors vice-président de l’Aéro-Club de France.
Le prix de la photographie aéronautique de l’Aéro-Club de France prend le nom de prix Jacques-Balsan en hommage à son créateur originel.

## Lauréats
Depuis sa création, le prix Jacques-Balsan a récompensé de nombreux photographes spécialisés dans l’aéronautique. Une liste des lauréats, disponible dans les archives de l’Aéro-Club de France .
Parmi les lauréats : 
Premier prix 2023 catégories « Passé » : l’artiste Cookaynne
Premier prix 2023 catégories « Présent »  Pierre Gellon
Premier prix catégorie « futur » 2023 :  Cyril Davesne
Premier prix 2024 catégories « Passé » : Antoine Elizabe
Premier prix 2024 catégories « Présent » : Hervé Dermoune
Premier prix catégorie « futur » 2024 : Cindy Luu

## Impact et reconnaissance
Le prix Jacques Balsan est considéré comme l’une des distinctions les plus prestigieuses en matière de photographie aéronautique en France.
Sa date de création originelle (1905), en fait un des plus vieux prix de la photographie au monde.
Au début du siècle dernier, les photos présentées étaient très souvent prises d’aérostats de type ballons. Des photos prises du haut vers le bas, en quelque sorte : la terre vue du ciel. Cette technique, popularisée par le prix de la photographie aéronautique de l’Aéro-Club de France, a bouleversé notre approche de la géographie et de la cartographie au travers du service géographique de l’armée (SGA) devenu l’IGN ( institut national de l’information géographique et forestière) le 26 juin 1940. Ce prix continue encore aujourd’hui à dynamiser et promouvoir l’apport de l’image dans le développement des activités aéronautiques et aérospatiales.
Le prix Jacques-Balsan a pour but, non seulement, de valoriser le travail des photographes spécialisés en images aéronautiques, mais aussi de promouvoir la dite aéronautique en tant que thème artistique et culturel. En encourageant l’innovation et la créativité, ce prix participe à la diffusion d’un patrimoine aéronautique riche et diversifié.